# 木内貴史
木内 貴史（きうち たかし、旧姓：増田、1940年8月25日 - ）は、静岡県出身の元バスケットボール選手。元日本バスケットボール協会専務理事兼強化本部長。現役時代のポジションはガード。

## 人物
静岡高校3年でインターハイ準優勝を経験。
慶大でも1年でレギュラーを獲得し、インカレ優勝を経験、2年で全日本にも選ばれローマ五輪に出場した。
卒業後、住友金属に入社。1963年世界選手権にも出場し、東京五輪も2大会連続出場を果たした。
引退後、地元に戻り産業建設に入社。後に社長となる。
一方で、静岡県バスケットボール協会理事長、静岡県体育協会副会長などを務める。
2008年、日本協会専務理事兼強化本部長に就任。bjリーグとの協調や日本代表ヘッドコーチ専任制など旧体制からの改革路線を打ち出している。

## 経歴
選手歴
- 静岡高校 - 慶大 - 住友金属

## 日本代表歴
- 1960年ローマ五輪
- 1961年ユニバーシアード日本代表選手
- 1963年世界選手権
- 1964年東京五輪